# Chó săn Rampur
Chó săn Rampur là một giống chó săn thuộc kiểu chó săn Greyhound có nguồn gốc từ khu vực Rampur của miền Bắc Ấn Độ, nằm giữa Delhi và Bareilly. Những con chó săn Rampur thuộc nhóm chó săn đuổi. Ở Tây Bắc của Ấn Độ nó thường được mô tả là giống cho săn đuổi có bộ lông mượt mà.
Nó là giốnng chó săn được ưa chuộng của Maharajah để kiểm soát chó rừng, còn được sử dụng để săn sư tử, săn hổ, săn báo. Một bài kiểm tra lòng dũng cảm cho một con chó săn duy nhất để đánh nhau với một chó rừng lưng vàng. Những con Rampur được lai tạo, chọn giống để phù hợp với những cuộc đua tốc độ cao ở khoảng cách rất xa, do đó chúng có khả năng chịu đựng áp lực và bền bỉ một cách tuyệt vời.

## Cấu tạo
Chiều dài từ vai đến gốc đuôi là khoảng 36 inch, ngực sâu ở phía trước nhưng không quá rộng với xương sườn rất cong. Đuôi dài và thon hơi cong lên trên chúng từ 24 -27 của chiều dài. Chu vi của cổ khoảng 12 inch và cơ bắp khá phát triển. Chiều dài của hàm là 9 inch và hàm khá mạnh mẽ với một vết cắn hình cắt kéo khi táp trúng. Con đực cao khoảng 60–75 cm (24–30 in), con cái đo 55–60 cm (22–24 in) về chiều cao. Chúng nặng khoảng 27-30kg (60-65 lb).
Chúng có kích thước tương tự như Greyhound, nhưng rộng hơn và cơ bắp hơn, cái đầu tương tự như đầu của chó lông xoáy Rhodesian. Nó có một hộp sọ bằng phẳng và một mũi nhọn, tai vểnh cao, ngón chân của chúng rất khớp nối và linh hoạt, thậm chí có thể uốn cong về phía sau một chút. Khả năng cơ động này sẽ giúp cung cấp cho chúng một sự cân bằng như mèo. Màu mắt thay đổi từ màu vàng sang màu nâu vàng. Vết cắn của chúng là vô cùng mạnh mẽ.

## Tập tính
Chúng có thói quen sạch sẽ và rất có tình cảm với chủ. Mặc dù vậy, chó săn Rampur vẫn là giống chó có tập tính lãnh thổ và quyết liệt bảo vệ của gia đình của nó, nó cũng là một giống chó mạnh mẽ và không dễ bị nhiều vấn đề sinh lý. Chó săn Rampur thường một giống chó khỏe mạnh và sống lâu, và hiếm gặp các căn bệnh di truyền. Rampur có thể sống đến mười lăm năm
Ngày nay, với sự cáo chung của Đế quốc Ấn Độ và các quyền động vật trỗi dậy, săn heo rừng không còn là một hoạt động chủ yếu là người dân nông thôn của Ấn Độ. Họ săn chúng với những con chó cho nguồn thực phẩm hoặc để thoát khỏi các loài gây hại, chứ không phải là một trò tiêu khiển (như Maharajas đã làm). Nó được giữ chủ yếu để săn chó rừng và cũng được sử dụng để được sử dụng để săn sư tử, săn hổ và báo